# アンダーニンジャ
『アンダーニンジャ』は、花沢健吾による日本の漫画。『週刊ヤングマガジン』（講談社）にて、2018年34号より連載中。2024年12月時点で累計部数は200万部を突破している。
メディアミックスとして、2023年10月から12月までテレビアニメが放送された。
2024年4月1日、映画化を発表。2025年1月24日に公開された。

## あらすじ
太平洋戦争後、GHQによって解体された忍者組織は、紛争やテロの時代になり消滅したかに見えたが、再び多くの忍者が日本国内の官民、あらゆる組織に潜伏し、暗躍していた。その数は約20万人といわれ、忍者は現在も日本に存在している。しかし、末端の忍者によっては職にあぶれ、ニート同然の生活を送っている者もいた。その中の一人、雲隠九郎はある日、上からの指示で、最新鋭の装備と共にある高校への潜入の依頼を受ける。

## 登場人物
声の項はテレビアニメ版の声優。

### 主人公
雲隠 九郎（くもがくれ くろう）
声 - 坂泰斗 / 演 - 山﨑賢人
本作の主人公で、下忍（ノンキャリ）。ニンドルネーム「No.9」。
引きこもりのニートで無精髭を生やした青年。17歳を自称しているが、実年齢24歳。常に裸足。
雲隠一族最強と言われている雲隠虹郎の全ての忍術を継承したと言われており、虹郎のクローンとまで言われている。嘘が得意で、ハッタリで敵を翻弄する事もできる。また読心術にも長けており、かつての親友である奇跡はもちろん、猫の姿になった猫平の思考まで完璧に読むことができる。
マジックテープの財布を持っているが、お金は入っていない。
「雲隠」は毎年名字ランキング10位以内に入っていると自称している（実際はそんなことはない）が、講談高校では名字ランキング上位の佐藤さんや鈴木に敗北感を感じていた。
住所は東京都練魔区阿修羅台6-6-6。2階建てのアパートの2階に住んでおり、彼の部屋は押し入れで大野の部屋とつながっている。
職にあぶれ、仕事を与えてくれないNINを辞めることも出来ず、ニート同然の生活を送っていた。そんなある日、加藤から講談高校への潜入を命じられる。
その後、講談高校の転入試験まであと3日というタイミングで、「“忍者になりたいらしい外国人”を殺さずに捕まえろ」という指示を加藤から受ける。支給されたパーカー型の新型摩利支天を活用し、逃亡を図る外国人を拳で制圧した。その後講談高校に無事転入し、日比、蜂谷、鈴木らと共に忍務を開始する。
講談高校の忍務の最中、国家転覆を目論むUNの陰謀が渦巻いている事と、山田美月がUNの一員である事を知る。講談高校襲撃当日、楊紀伊高校にて日比と共に山田との対決に臨み、自らは日本刀を用いた斬り合いに挑む。山田の鼻を切り落とすものの、新型摩利支天の弱点を突かれる形で敗北。口内に刀を突き立てられた末、上顎から上を切断され死亡した。だが切り落とした山田の鼻は右手の中に握りしめており、後に分析サンプルとして忍研へ送られた。
全国苗字の多さランキングを気にしており、ランキングが上位の相手に対し、1人敗北を感じている。ただし、逆に野辺地のような極端に珍しい苗字に畏敬の念を抱くこともある。
単行本では1巻から9巻までの表紙に登場している。彼が死亡した8巻と次巻の9巻では次期主人公である十郎とバトンタッチする様子がそれぞれの顔が見えるアングルで描かれ、ほかの巻では単独で描かれている。
雲隠 十郎（くもがくれ じゅうろう）
声 - 鈴木崚汰
九郎亡き後の新たな主人公。20歳。下忍。ニンドルネーム「天（てん）」。忍者組織NIN最強の男とされている。九郎に比べるとやや凛々しい顔立ちをしている。現在は九郎が住んでいた部屋に1人で住んでいる。
九郎や虹郎たち雲隠兄弟の一桁台の時代は終わったとし、「これからは俺の時代だ」と発言している。
近くのコンビニの店員として潜入している忍者に、鈴木と共に五十嵐抹殺の忍務の指令を受けている。
九郎以上に奔放な性格で、自分勝手。大野の食べ物や、上記のコンビニの商品を無断で食べたり、初対面の大野や自分に喧嘩を売ってきたドミニクに脈絡なくカツアゲを仕掛けたりと、とにかく気ままな行動が多い。十二郎曰く「口も性格も悪く、なんでも暴力で解決する男」で、実際にその通りである。
自分の忍としての能力に相当の自信を思っており、十二郎にはもっと敵を警戒するように促されている。一方で、一般人の川戸やパシリの猿田などに騙されて小銭を損したり、アパートへの移住当初出るに出られず一日中畳の下に隠れていたりとどこか抜けている一面も目立つ。
九郎や蜂谷が扱っていたような基礎的な忍語を扱うことができない。一見脳筋のように見えるが、UNがアップロードした映像を猫による撮影だと一瞬で見抜いたり、コンビニに入店してきた男が強盗だとすぐに気づいたりと、高い観察眼を持っているさまが窺える。
十一ほどではないが雲隠兄弟のなかでは表情が豊かなほうで、しのぶと戯れるときなどは屈託のない表情で笑うことがある。
また、九郎や十二郎と違い財布を持ち歩いておらず、常にほとんど金を持ち合わせていない。先述の通りカツアゲ常習犯であるのもこのためだと思われる。
忍学校時代は猿田や猫平をパシらせており、特に猫平とはお互いに猫語の精度を高めあう仲だったが、これは人間の脳を猫に移植する実験のために、猫と相性のよさそうな人間を探す忍務のためでもあった。このためしのぶ（かつての猫平）は十郎のことを恨んでいるが、十郎はしのぶに「人間の体に戻れる方法がある」と持ち掛け、しのぶを肩に乗っけて五十嵐抹殺の忍務にあたっている。
常に胸部と背中に「NIN 10KG」と書かれた特徴的な円盤を装着しており、十郎が相手に触れられると自動的に相手を攻撃する仕組みになっている。実際に街中でドミニクに喧嘩を売られた際はこの機構を利用して彼を圧倒した。またその二人の仲裁に入ったアレクセイが毒指の使い手だと見抜き、彼を「友達がいないやつ」と評した。
単行本では8巻以降の表紙に登場している。彼が回想以外で初登場した8巻と次巻の9巻では前主人公である九郎とバトンタッチする様子がそれぞれの顔が見えるアングルで描かれ、10巻では単独で描かれている。また、九郎が描かれなくなった10巻からは表紙がフルカラーになっている。
雲隠 十一（くもがくれ といち）
声 - 島袋美由利
九郎の妹にあたる（長女なのかは不明）。長い前髪を頭頂部で縛った髪型が特徴の少女。16歳。雲隠兄弟唯一の女性で、くノ一最強の女とされている。
十二郎とは二卵性双生児で、母親の胎内にいる際に十一が十二郎を騙して先に産まれたため姉となったが、十二郎はそのことを根に持っており、未だ姉とは認めず不仲な関係が続いている。
語尾に「ッス」をつけてしゃべる癖がある。
現在は講談高校襲撃の生き残りで、暗殺の危険にさらされている野口の身辺警護に当たっており、常に彼女と行動を共にしている。
野口家の居候として突然現れるも、彼女の両親はすでに十一のことを受け入れていたことから、九郎が大野たちにかけた催眠術と同様のものを野口の両親にかけているようである。
作中に登場するほかの雲隠兄弟と異なり、単行本10巻時点で野口一家以外との交流が一切描かれていない。
快活な性格で、いつもニコニコしている。野口が同性なのもあってかいやらしい言動が多く、会話の流れによっては下品なワードも躊躇なく発する。彼女にもそのことをたびたび突っ込まれている。
手先が器用で、野口家のテレビのスクランブルを一瞬でいじって『おっさんといっしょ』を観れるようにしたこともある。
戦闘能力は不明だが観察眼は確かで、テレビ越しに映る加藤と透明化した処刑人との見づらい戦いを野口に解説していた。
雲隠 十二郎（くもがくれ じゅうにろう）
声 - 石谷春貴
眼鏡をかけた垢抜けない少年。礼儀正しい性格をしており、作中に登場する雲隠兄弟のなかでは数少ない常識人。十郎が問題行動を起こした時のしりぬぐいをすることが多い。十郎と違い、ほとんど外出しない。
推定年齢は12歳とされていたが、実際は16歳。ニンドルネーム「Jr.（ジュニア）」。NIN少年上級部隊最強の男とされている。
現在はかつて九郎が住んでいた部屋の向かいの部屋に住んでおり、自室には6台のモニターがある。情報分析が得意で、山田のことを軽く見ていた十郎に、戦闘を撮影した動画からわかる彼女の脅威性を伝えた。
九郎同様、猫平のことを知らないにもかかわらずしのぶの正体が忍者であることを見抜いた。

### 雲隠一族
雲隠 八郎（くもがくれ はちろう）
推定年齢は28歳だが、詳細は不明。物語開始時点で既に故人。UNとの戦いで死亡したようで、タバコ屋のオヤジは九郎に彼の仇を取るよう願っていた。
作中では名前のみ登場。
雲隠 虹郎（くもがくれ にじろう）
推定年齢32歳。ニンドルネーム「No.7（セブン）」。雲隠兄弟最強の男とされている。レインボーハウンド、UNキラーなど複数の呼び名がある。要人警護やNHK（忍者放送協会）の人気番組『おっさんといっしょ』の「殺すお兄さん」役などを務めている。
同番組で死刑囚だった加藤の返り討ちに会い、UNの爆弾兵器に囲まれる。最期にUNとつながっていた加藤に自分たち雲隠一族（NIN所属）が神隠一族（UNと関係）を滅ぼすと言い残し、爆弾兵器を加藤に投げ返そうと試みるも、その前に爆弾が爆発し生死不明。十郎によると義肢は損壊したものの忍災が下りるらしい。
普段は一切しゃべらないが、先述の最後の言葉の時に声がロボット口調になっていることが明らかになり、実際に爆発した彼の体も四肢がロボットのようになっていた。
雲隠兄弟の男子はみな一郎、次郎、三郎…という簡素な名前だが、彼と寿三郎・零だけが例外である。
雲隠 一郎
推定年齢は56歳だが、詳細は不明。作中未登場。
雲隠 次郎
推定年齢は52歳だが、詳細は不明。作中未登場。
雲隠 三郎
推定年齢は48歳だが、詳細は不明。作中未登場。
雲隠 四郎
推定年齢は44歳だが、「四」は不吉なのでそもそも存在しないという。
しかし五十嵐が卒忍試験の際にくノ一を殺害し、忍者学校脱出寸前まで成功させたときに入れられた牢の壁には、加藤の名前と共に「四郎」という文字が彫られていた。
作中では名前のみ登場。
雲隠 五郎
推定年齢は40歳だが、詳細は不明。作中未登場。
雲隠 六郎
推定年齢は36歳だが、詳細は不明。作中未登場。
雲隠 寿三郎
推定年齢は8歳。NIN少年下級部隊最強の男とされている。作中未登場。
雲隠兄弟の男子はみな一郎、次郎、三郎…という簡素な名前だが、彼と虹郎・零だけが例外である。
雲隠 十四郎
推定年齢は4歳。NIN幼児部隊最強の男とされている。作中未登場。
「四」のつく名前だが、四郎と違い特に不吉だから存在しないという話はない。
雲隠 零
推定年齢は0歳。ニンドルネーム「No.0（ゼロ）」。無敗の男とされている（そもそも戦闘経験があるのかは不明）。作中未登場。
雲隠兄弟の男子はみな一郎、次郎、三郎…という簡素な名前だが、彼と虹郎・寿三郎だけが例外である。

### NINの忍者
加藤（かとう）
声 - 新垣樽助 / 演 - 間宮祥太朗
眼鏡をかけた短髪の青年。中忍（キャリア）。鬼首の発言から役職は副隊長。
普段は宅配便「志能便」の配達員として勤務している。九郎に講談高校潜入と外国人確保の指示を与える。下忍の九郎に最新式の摩利支天が配布されたこと、「UN」や佐々摩の降忍について疑問を抱く。自分に情報が降りてこず、ストレス解消を兼ねてアポ電強盗を殺害、うち1人を生きたまま忍研に送った。
小津とはかつての戦友で、二人で隊長だった佐々魔をかばって大やけどを負ったことがある。
また、かつて汁忍だった五十嵐が卒忍試験の際にくノ一を殺害し、忍者学校脱出寸前まで成功させたときに入れられた牢の壁には、「四郎」の文字の隣に「カトウ」という文字が彫られており、彼もまたかつて汁忍だった可能性がある。
講談高校襲撃に備えて鬼首を日本に帰国させたのと同時期に、UNの新兵器で全身を透明化した忍者がNINのくノ一を襲撃したため、NIN上層部にUNとのつながりを疑われ、佐々魔や平に問い詰められた。その際はレインボーハウンド（虹郎）のまた下をくぐることでNINへの忠誠を証明した。老いてもなお権力にしがみつく七人衆を見て、NINに絶望していた。
講談高校襲撃の際には鬼首を指揮し、自らは国内用地上戦闘機としては最強のCUBEに搭乗してUNの刺客である猿田を抑え込み、遁の力を借りて撃破する。しかし結果として鬼首を死なせ、遁を喪失するという事態を招いた責任を問われる形でNINに極刑を言い渡され、地下牢に拘束される。その際地下牢に現れた佐々魔の提案でUN側に寝返り、処刑の場である『おっさんといっしょ』で処刑人である虹郎や、司会の高千穂お姉さんらを番組のセットごと爆破し、同じく死刑囚の五十嵐と共に行方をくらませた。
日比 奇跡（ひび みらくる）
声 - 畠中祐
推定年齢は24歳。
平の弟子。長髪の青年。韻の踏み方が微妙なラップを発する癖がある。
かつて練魔区や西東京全域のヤンキー全員をしめた伝説の不良「サンダー日比」という異名がある。
九郎とは忍者学校時代の友人であったが、卒業試験の際に九郎に落雷ポイントに誘い込まれ、落雷を受け卒倒、落第したと吉田の回想内で語っている。この時の影響か、顔の右側に傷跡（リヒテンベルク図形）が残っており、右目はカメラが仕込まれた義眼になっている。（九郎本人は川戸に中学時代、奇跡が落雷で死亡したと話していた。）また、九郎を殺すと吉田に宣言した。
この事件がきっかけで耐電体質になり、戦闘時には電撃パーカーをいつも身に着け、相手によっては自分もろとも相手を感電させる戦法を採ることがある。
コーポ村山ではアレクセイ、鈴木との三つ巴の戦いを繰り広げたが、九郎から爪楊枝の吹き矢で攻撃を受け、外国人の獲物を横取りされた。
九郎、鈴木、蜂谷たちと共に講談高校に潜入している。
少年漫画にあこがれて、敵に狙撃されるリスクを顧みずに仲間全員で屋上に集合してしまい、九郎から「バカ」といわれる。
先述のように九郎を恨んでいるようだったが、九郎本人の前では彼に何度も気遣いを見せており、敵意を見せる様子はなかった。特に九郎が山田に殺害された際にはうち覆いをし、彼の死を悼んでいた。
鈴木（すずき）
声 - 種﨑敦美 / 演 - 白石麻衣
推定年齢は20歳。
吉田昭和の担当編集者で金髪が特徴の女性。正体はくノ一で、佐々魔の部下。講談高校襲撃以降の階級は忍長。鬼首とは忍術学校時代の同期。NN（ニンドルネーム）が沢山ある。純粋愛には「エセ金髪」呼ばわりされているが、金髪は地毛らしい。
吉田の住まいでもあるコーポ村山内にアレクセイが潜伏していることを知り、彼の制圧を試みる。摩利支天と似たステルス性能のあるシャツを着用している。瑛太のドローンを使い、奇跡とアレクセイの戦闘を妨害した。
彼女が指令を受けたLINEグループのグループ名は9-1（くノ一）となっている。彼女が吉田を拉致した際に乗っていた車のナンバーも同様である。
九郎、奇跡、紫音たちと共に講談高校に潜入している。
若者の匂いが苦手で、講談高校では常に白マスクをしている。
逆に、男性の加齢臭が性癖で、吉田や担任の加齢臭を気に入っていた。吉田にネームの修正を指示した際に影で応援するなど、吉田への思い入れが特に深い。透明化した忍者に囲まれた際や、講談高校襲撃の際は「死んだら吉田先生が悲しむ」ため、生き残ることを第一としていた。
クラスメイトの野口のことが嫌いで、高校脱出の時は終始彼女に悪態をついていた。
講談高校襲撃以降は五十嵐抹殺の忍務を受ける傍ら、何かしらの目的で部下と共に吉田を拉致している。
九郎は名字ランキングで彼女に敗北感を感じていた。
蜂谷 紫音（はちや しおん）
声 - 山下大輝 / 演 - 宮世琉弥
小津の弟子に当たる忍者。ゆるふわ系の見た目をしており、ウェストポーチとクマのぬいぐるみを所持している。クマのぬいぐるみにはレーザーポインターが搭載されている。
本人は快活な性格だが、ぬいぐるみを介した腹話術で他人に暴言を吐いたりセクハラまがいの言葉を発したりすることがある。
九郎同様、マジックテープの財布を持っている。本人曰くマジックテープの財布は若者の間で大流行中らしいが、本当かどうかは不明。
アレクセイと戦闘したコーポ村山にも気配を消して、疲弊したアレクセイにとどめを刺そうとしていたが、九郎のせいで失敗したため、そのことを反省している。
その後九郎・川戸・大野が飲みかわしているところに姿を現し、九郎の転入試験を手助けすることを本人に伝えた。
九郎、奇跡、鈴木と共に講談高校に潜入しており、九郎がマコちゃんを倒した際は彼女を保健室に連れていき、戯術、別名第二種房中術（色仕掛け）で懐柔した。
UNとの戦闘でマコちゃんが彼の盾になろうとした際には、彼女を押しのけて自ら日本刀を握って透明化した敵と戦った。その戦闘の結果彼女が致命傷を負った際には、彼女に礼を言い、その死を看取り、悼んでいた。
NIN最高幹部七人衆トップ「多羅」の孫。CUBEのカメラに彼が移った際に出た表示は「データ不明」だった。
佐々魔（ささま）
声 - 魚建（男）、園崎未恵（女）
浮浪者の中年男性のような風貌をしており、男性でありながら他人に自らの母乳を飲ませようとしたり、髪の毛の中に小鳥を飼っていたりと何かと奇行が目立つ人物。
元一等忍尉だったが、現在は何らかの忍務の為に降忍し、下忍として活動している。加藤には降忍の理由やUNについて詳細を明かしていない。
練魔区内で外国人と一戦を交えるが、銃弾を2発受けた。
吉田の回想にも登場し、温泉擬装問題について自分が泉質に疑問を感じ鑑定機関に調査を依頼したと語っている。
その正体は女性であり、変装は忍研が開発した摩利支天のβ版の装備によるものであることが23話で判明した。
UNと何かしらの関係を持っており、猿田の寝返りにも関与している。また、加藤が投獄された際には上記の装備で透明化した状態で獄中に現れ、加藤にUNに寝返るように促した。
加藤・小津はかつての部下で、鈴木は弟子。
小津（おづ）
声 - 相馬康一 / 演 - 前原滉
蜂谷の師匠。眼鏡をかけたやや小太りの中忍。よく鼻をかんでいる。アニメ版に登場した報告書の記載内容によると、階級は准忍尉。
普段は練魔区役所の職員として活動しており、忍者志望の外国人を受付であしらった。加藤を親友と称し、外国人の情報を報告する。
NINでの役割は有事の際の情報統制らしく、講談高校が遁で空爆された際には部下に隠蔽を指示していた。
ボタンをほぼとめていないシャツにかなり短い短パンという服装や、携帯に無数のストラップをつけるなど目立つ点が多い。走るときに「プリン、プリン」という効果音がついている。
加藤とはかつての戦友で、二人で隊長だった佐々魔をかばって大やけどを負ったことがある。
弟子でかつNIN七人衆トップの孫である蜂谷のことを出世の切り札と思っており、彼が絶対に死なないように配慮している。
講談高校の一件の後、UNに爆撃されるも庁舎に守られていたため無事だった。
蜂谷以外にも役所内に小峠という優秀な女性部下がいる。
目がとてもよく、普段は眼鏡をかけてあえて視力を落としている。
平（たいら）
声 - 浜田賢二
日比奇跡の師匠。日比乱乱の上司。スキンヘッドの中忍。喫煙者。ハイテクは信用できないと言い、「五色マッチ」を使って指令を受ける。アレクセイ確保の為、奇跡をコーポ村山に送り込む。
アレクセイに対してロシア語で会話するなど、ロシア語が堪能である描写がある。
加藤のことを敵視しており、コンビニのおばちゃんと鈴木がUNの忍者に襲撃された際は、加藤とUNのつながりを疑い、佐々魔と共に彼を問い詰めた。
想定外のことが起こると尋常じゃない量の汗をかく特徴があり、UNが遁を狙っていることに気づいたときはわかりやすく動揺していた。
日常的に部下の乱乱にセクハラを働いているが、乱乱本人は全く意に介していない。
日比 乱乱（ひび らんらん）
声 - ファイルーズあい
平の部下のゴスロリ風の女性。かつて鬼首に左目を潰されたため、眼帯をつけている。
分析官のような役割で忍大学校を首席で卒業し、現在は忍研に所属している。普段は地下要塞のような施設に勤務しており、徹夜を繰り返している。
物語当初は下忍だったが、UNとの戦争がはじまり、中忍に格上げされた。
日常的に平にセクハラを受けているが、本人は全く意に介していない。鈴木は彼女のことを「忍研一のヤリマン」呼ばわりしているが本人はまんざらでもないようで、鈴木のことをセンパイと呼び、表面上は慕っている。
一方鬼首のことを恨んでおり、講談高校襲撃の際は彼女が死ぬようにUNの刺客に関する情報を意図的に鬼首と共有しなかった。結果的に思惑通り鬼首を死に至らしめることに成功するが、平から鬼首の死を聞いても彼女は喜ぶ様子を見せなかった。
同じく忍大学校を首席で卒業した小峠のことを気に入っている。
鬼首（おにこうべ）
声 - 瀬戸麻沙美
加藤の部下。普段は顔を隠しているが、整った顔をした女性である。海外での忍務に従事している。刀と「摩利支天3.5 特殊静電潜像迷彩10式」というステルス迷彩のような装備を使用している。嶋田と共にアレクセイに指示を出していた男を暗殺し、彼の娘を救出した。
小津曰く、彼女はシリアルキラーで日本に入れたら危険すぎるとのこと。
鈴木とは忍術学校時代の同期で、ともに房中術（色仕掛け）で優秀な成績を収めていた。
後輩である日比乱乱の左目を奪ったのは彼女であり、そのことから乱乱に非常に恨まれている。
講談高校襲撃の前に加藤の指示で日本に帰国し、当日は鈴木と同行して校内に潜入していた。房中術の一件で自分らを恨んでいる猿田（UNの刺客）と交戦するも、乱乱が敵情をあえて彼女に伝えなかったことにより、刺し違える形で猿田の攻撃を顔面に受け、死亡する。
コンビニの店員
名前不明。淡い髪色の短髪の若い男性。十郎と鈴木に忍務を伝達する役割だが、お互いにため口で話しており、上下関係があるのかは不明。
コンビニの商品を勝手に食べるなどの十郎の奇行に度々突っ込んでいる。
小峠（ことうげ）
演 - 森日菜美
小津の部下。小津同様区役所勤務の若く理知的な女性。眼鏡のショートヘアで、整った顔立ちをしている。乱乱と同じく忍大学校を首席で卒業している。
乱乱のことが嫌いで、彼女に褒められても無視している。ただし、ともに優秀なため思考が一致することが多い。
情報分析や戦略面では上司である小津よりもはるかに優秀で、乱乱と共にUNの中心人物の居場所を探る道筋を立てた。
双子のくノ一
鈴木の部下で整った顔立ちをした二人組の少女。瓜二つで、両方とも表情豊かで明るい性格。全身を透明化できる摩利支天を装備している。
鈴木と共に吉田を拉致し、ついでに趣味の煽り運転狩りを行った。
嶋田（しまだ）
外商部に所属する上忍。鬼首と共にアレクセイに指示を出していた外国組織の男を暗殺し、人質の娘を救出。組織を壊滅させるため、アレクセイに作戦に参加するよう命じた。
鬼首を無断で帰国させ、戦死させた加藤が牢にとらわれた際は、彼を「許さん」とし、辛辣な言葉を放った。
NINがUNとの戦争に突入してからは外商部隊のメンバーとなったアレクセイとドミニクを日本に潜入させた。
外国人
アレクセイを参照
ドミニク
嶋田上忍率いる外商部隊のメンバーの一人。アレクセイと共に練魔に潜入している。
アニメキャラの少女が描かれたTシャツを着用している黒人男性。片言の日本語をしゃべるが、語彙が偏っている。忍者にあこがれている。
練魔では目が合ったら殴り合いの合図と思っており、非常に喧嘩っ早い。
そのためアレクセイの制止も聞かずに目が合った十郎に喧嘩を売るも返り討ちに会い、圧倒された。
猿田（さるた）
声 - 伊丸岡篤 / 演 - 岡山天音
卑屈そうな顔をした抜け忍。自分の忍力を出し切らずに老いていくことが嫌でNINから脱走した。脱走してすぐにUNに捕まり、彼らに“単独での講談高校襲撃”という散るにふさわしい戦場を用意された。
講談高校襲撃の際には、装備のスペックに差があるとはいえ鬼首と互角に戦いあっており、高い戦闘能力を持っているさまが窺える。最期は鬼首と刺し違える形で致命傷を負い、遁にとどめを刺された。
忍術学校時代は鈴木や鬼首、十郎、猫平たちと同期。猫平とは親友同士で、ともに十郎のパシリだった。特に房中術で自分たちを弄んだ鈴木・鬼首のことを恨んでおり、講談高校襲撃で雪辱を果たした。
猫平（ねこひら）
しのぶを参照。
タバコ屋のオヤジ
沢田硝子店という店の一階にあるタバコ屋のオヤジ。丸眼鏡をかけた老人。正体は忍者で、少なくとも中忍以上の立場だが現在は隠居している。平は彼の店で指令用の五色マッチを購入しているが、もう随分長いこと任務には関わっていないようで、本人曰くもう店はたたんだとのこと。
現役時代から組織のために身を削って働いたにも関わらず、技術の進歩で廃れ行く伝統的な手法と同様に、自分のように時代の流れについていけなかった旧世代の忍者が用済みとして日陰者に追いやられていく状況に諦観を抱いている。九郎とも面識があり、楊紀伊高校でUNの刺客と戦う直前に九郎は彼のタバコ屋に訪れて武器をもらっていた。かつてUNと戦い、戦死した八郎のことも知っているようである。九郎のことを応援しており、彼が八郎の仇をとるように祈っていた。
講談高校襲撃の後、店に居るところをUNの自爆ドローンに襲われる。組織からほぼ見捨てられていたような自身さえも標的に選ばれたことに、「最後の最後で認められた」と歓喜しながら爆死した。
コンビニのおばちゃん
声 - 斉藤貴美子 / 演 - 村岡希美
瑛太や吉田などコーポ村山の住人が使っていたコンビニの店員。眼鏡で喫煙者。
正体は忍者で、NINで知りえた区民の個人情報を使って客を弄ぶのが趣味。純粋愛のことを児童相談所に相談したのも彼女である。
鈴木たちの指導教官。佐々魔や高千穂お姉さんを慕っていたが、全身を透明化してコンビニに侵入した猿田と交戦して敗北、殺害された。
原作・アニメ共に第一話にも一瞬登場していた。
高千穂お姉さん（たかちほおねえさん）
声 - くじら
NHK（忍者放送協会）の人気番組『おっさんといっしょ』の司会役。いつも怒鳴りたてるような声で話すおばさん。
加藤らの処刑の際にUNの爆撃に会い、極秘施設である番組のセットにまでUNが侵入したことからNINの末路を悟り、「泥船が沈むのをあの世から高みの見物」と言い残して爆死した。
五十嵐（いがらし）
加藤とともに『おっさんといっしょ』に出演し、処刑場を脱出した坊主頭の男。常にタンクトップに短パン姿。
処刑人の一人を倒しており、実力は確か。元下忍の抜け忍。
もともとくノ一の房中術講師だったが、任務中に知り合ったくノ一や一般人を殺害しため、憲忍に逮捕され、『おっさんといっしょ』に出演することとなる。
忍者学校時代の三年間は「汁忍」として独房で過ごし、卒業時にともに三年間を過ごした汁忍と教育係のくノ一を返り討ちにしている。殺した教育係の頭の皮を剥いで彼女に変装するなど、猟奇的な一面がある。
コンビニ強盗
フードを被ったひげ面でやせ型の中年男性。ナイフを携帯して十郎行きつけのコンビニを襲おうとするが、十郎やコンビニ店員に撃退され、逃走する。
正体はNINの下忍。コンビニ強盗はNINによる命令だったが、任務失敗の咎で『おっさんといっしょ』に出演する。
水遁の術を満足に使えないなど、加藤や五十嵐に比べてはるかに実力が劣っているが、虹郎に致命傷を負わされた際には自らの内臓を振り回して彼に体液を浴びせ、摩利支天の透明化を無力化するという功績をあげる。このことで加藤に認められ、名前を尋ねられるもそれに応える前に昏倒してしまう。
最期は死力を振りしぼって床にあった処刑場脱出の暗号を爆風から守り、加藤と五十嵐の脱走に一役買った。
多羅（たら）
声 - 釘宮理恵
NIN最高幹部七人衆のトップ。もともとは老齢だったが脳移植の結果、現在はかわいらしい乳児の姿になっている。言葉はまだ話せないがコミュニケーションは取れる。
脳移植には佐々魔の子供の体を利用しており、そのことに感づいた小津を戦慄させた。
体の提供や乳母の役割などで次期権力闘争に利用されている。乳母は日比乱乱。
日々 喧喧諤諤（ひび けんけんがくがく）
声 - 高橋伸也
忍研の名誉所長兼忍者大学校の名誉学長であり、奇跡や乱乱の祖父。白衣を着ており、アインシュタインのような風貌をしている。猫平や多羅の脳移植手術を行なった。

### UNの忍者
山田 美月
山田 美月を参照。
猿田
猿田を参照。
桐生
桐生を参照。
佐々魔
佐々魔を参照。
禍山
小太りの男性。独り言が多い。
小型ドローンにお礼を言ったり、桐生の果敢な行動に涙を流したりと優しい性格をしている。一方でリーダーのピアノを絶望的に下手と思っていたり、ギョロ目が語る教団を作りたいという理想を「カリスマ性がない」と一刀両断したりと辛辣な一面がある。
UNでは主に戦略参謀と晩飯を担当しているようである。
宗主
髪の毛を後頭部で縛った美青年。禍山とのやり取りからここ3年間日の当たらない場所にいたことが窺える。
瞬間移動のような技の使い手で、入浴中に山田に手合わせを申し込まれたときは一瞬で縁側に移動し、やり過ごした。このことから山田は彼が自分より強いのではないかと期待している。
リーダー
名前不明。作中に登場するUNのリーダー的存在。肩まで伸びた長髪と精悍な顔立ちが特徴の男性。
ピアノを弾いていることが多いが絶望的に下手。無口。
タザキ
フード付きのマントを羽織っているギョロ目の男。
空中浮遊のような技の使い手で、この技を用いてカルト教団を作るという理想を禍山に語ったが相手にされなかった。このことで禍山に立腹したが、禍山が今日の晩飯はすき焼きだと言うとあっさりと許してしまった。

### 講談高校
雲隠 九郎
雲隠 九郎を参照。
日比 奇跡
日比 奇跡を参照。
鈴木
鈴木を参照。
蜂谷 紫音
蜂谷 紫音を参照。
瑛太（えいた）
声 - 内田修一 / 演 - 坂口涼太郎
講談高校の生徒で、コーポ村山に住んでいる。苗字不明。
そっくりな見た目をした母親がおり、こちらは本人と違い明るい性格をしている。
以前から川戸の部屋を盗撮するなどしていた。ある日、自らが所持しているドローンを使い、ベランダに干されていた川戸のブラジャーを窃盗しようとするも、ちょうど帰宅してきた大野に阻止され失敗。後日リベンジを果たそうとまたアパートに訪れるが、摩利支天で透明化して待ち伏せていた九郎に、装備の効果を確かめる実験で左肩に高圧電流を流され気絶した。その後九郎に、「報酬として下着ドロの汚名削除と、川戸の声が録音されている音声データをやるから、変態外国人を捜せ」と言われ、報酬の為に行動を開始する。
東や野辺地らにいじめられており不登校だったが、九郎に守ってやると言われ登校を決意。ただしその護衛には金銭が発生する。高校では女子トイレを盗撮しようとしていた事もバレて味方がいないらしい。また自分を虐めている東の誹謗中傷をSNSに書き込むという事もしている。
同じクラスの野口とは小、中の幼馴染み。
九郎・奇跡・野辺地・山田と楊紀伊高校に殴り込みに行く約束をしており、講談高校襲撃当日は山田に半ば拉致されるような形で楊紀伊高校の屋上に連れていかれ、山田と九郎・奇跡が対峙する際の人質のような役割になった。ただし、九郎は瑛太の存在をほとんど忘れていた。
その後は講談高校の数少ない生存者の一人となってしまい、忍者による暗殺におびえて暮らしている。
野口（のぐち）
声 - 徳井青空 / 演 - 浜辺美波
金髪の女生徒。瑛太とは小、中からの幼馴染みで、九郎が編入試験に来た際、補習を受けに来た。九郎が水遁の術（お漏らし）をした際には率先して掃除しようとした事もあり、意外と面倒見がいい。
クラスではカースト上位のグループに居たらしいが、ある事が起こり居場所を失ったらしい。
夜の仕事に興味があり、川戸から「風俗やりたいの？ダメとは言わないけど、今振り向いた人（大野）にフェラ出来る？」と言われたが、大野を見て「やっぱムリっす」と返した。
九郎には若干の思い入れがあるようで、九郎が転入して一瞬で隣の席の佐藤と打ち解けたときは彼女に嫉妬していた。
佐藤のことを「クラスの地味な子」と思っている。
講談高校襲撃の際には佐藤と共に教室から離れた場所にいたために難を逃れ、鈴木と合流して順風耳の指示のもと地下から学校を脱出した。当日、登校していた生徒の中では数少ない生存者の一人である。そのため暗殺される危険があり、現在は居候の十一に警護されている。
なぜか鈴木に敵視されており、「大した美貌も人望もないくせにクラスで上位の立ち位置にいたけど、あっさり失墜した女」呼ばわりされている。講談高校脱出の時は片足のない鈴木に終始肩を預けさせられていた。
グロテスクな映像には耐性があるが、男性器を観ることには慣れていない。ただし興味はあるようで、十一と一緒に『おっさんといっしょ』を視聴していたときは指の隙間からずっと加藤の男性器を観ていた。
東（あずま）
声 - 中村源太 / 演 - 山時聡真
瑛太を虐めているクラスメイトの男子。父親はもと練魔区長。瑛太にSNSで誹謗中傷を受けている。
男子に嫌われており、本人もそれを自覚しているのか野辺地にそれを指摘されたときは「傷つくじゃねーか」と発言していた。
瑛太を虐めていた際に、ダンボール男（変装した九郎）に首を捻られ、やっつけられてしまった。
講談高校襲撃の際は、遅刻登校しながら瑛太をどうやって虐めるか思案していたところ、校門前で透明化した猿田に首を切断された。講談高校襲撃の最初の犠牲者。
その後彼の生首は校門に放置された挙句、NINのトラックに何度も轢かれるなど散々な扱いを受けた。
このことからNIN側だった彼の父はUNに寝返り、彼らにアジトとなる邸宅を提供した。
野辺地（のへじ）
声 - 露崎亘 / 演 - 柾木玲弥
東とつるんで瑛太を虐めていた不良。オールバックの男子。
九郎の立ち方から彼が強いことを見抜くなど、東と違って多少武道の心得がある様子。
学校に警棒を持ってきている。
昔からヤンキーにあこがれており、理想のヤンキーになれない虚しさを瑛太で晴らしていた。小学生のころ「サンダー日比」にあこがれており、講談高校でサンダー日比（日々奇跡）に出会ったときは感激していた。
九郎や奇跡が忍者だと知ってからは彼らに敬語で話しかけている。瑛太と共に九郎・奇跡の楊紀伊高校殴り込みに同行していたため、講談高校襲撃を免れる。本人は九郎たちが山田と対峙する前に別れ、屋上前で待機していた。
講談高校の数少ない生存者の一人だが、その後の動向は不明。
山田 美月（やまだ みつき）
声 - 内田彩 / 演 - 山本千尋
瑛太の憧れの女子。瑛太目線での説明では、誰とでも分け隔てなく接して男女共に好かれる。しかし完璧ゆえに一部からは誹謗中傷を受けている。例えば、月に一度の排卵日は淫乱になりその日は誰とでも来るもの拒まず500円で相手をしてくれるといううわさ話がある。その目印はまつげに粘土がついていて、瑛太が見た際には本当に粘土がついていた。
野辺地には「トップクラスに可愛いけど、ズレてる」と思われていり、実際にどこかずれている言動が目立つ。瑛太がいじめられることを知っていながら、嘘をついて彼を東たちのもとに連れて行った。
鼻くそを食べる癖があり、それを見られた際は瑛太に引かれていた。
その正体はUNに所属する忍者。幼少期から幽閉され、ほかの子供と殺し合いをする日常を生き残ってきた猛者である。戦闘時は筋骨隆々になる。
きわめて高い戦闘能力を持っており、かつて雲隠兄弟のひとり（作中の会話内容から八郎のことだと思われる）を殺害している。電撃や毒にも耐性がある。楊紀伊高校の屋上で、奇跡を打ち負かした後、九郎と対峙。九郎に鼻を奪われるも、彼の装備の弱点を突く形で九郎の命を奪った。
削がれた鼻に関しては、「死角が減るからこのままがいい」と禍山に語っていたが、のちに元の鼻に戻っている。
戦闘狂で、宗主が自分よりも強い可能性を見出した際が頬を赤らめて高揚していた。
佐藤（さとう）
声 - 森山由梨佳 / 演 - 野内まる
九郎の同級生で、長い黒髪と切りそろえた前髪が特徴の女子。
彼の転校初日、席が九郎の隣だった。転校前から知り合いだった面子を除けば、九郎が講談高校で最初に打ち解けた生徒でもある。九郎は名字ランキングで彼女に敗北感を感じていた。
九郎の転校初日に彼が上半身を透明化して歩いている様子を目撃する。オカルト好きで、学校で目撃した上半身のない男子のことを誰かに話したくて仕方がない様子だった。また、カメラを常に持ち歩いている。
クラス内でのカーストはあまり高くないらしい。野口のことを「クラスの派手な子」と思っている。
講談高校襲撃の際には写真を撮るために教室から離れたために難を逃れ、野口・鈴木と合流して順風耳の指示のもと地下から学校を脱出した。当日、登校していた生徒の中では数少ない生存者の一人である。そのため、野口同様暗殺される危険があるようだが、警護がついているかどうかは不明で、現在も無事であるかどうかには触れられていない。
便所飯の生徒
演 - 小倉史也
講談高校襲撃当日、男子便所で早弁をしていた生徒。猿田に見つかり、一度は殺されかけるも彼が便所飯をしていたことに気づくと、自分の過去と重ねたのか猿田は彼を見逃した。
その後講談校の校舎は倒壊するも、彼がいた便所は無事で当日登校していた生徒の中では数少ない生存者の一人となった。しかしその後、NINに暗殺され、彼の死は交通事故として処理され、その罪は刑事課の二人組が背負うことになった。
マコちゃん
声 - 河瀬茉希
厚生労働省援護工作二課（通称エンコー）のエージェント。隈取メイクをした小柄な女子高生。メイクが原因で、学校で浮いている。
同じく女子高生として在校している二人の仲間がおり、三人とも対摩利支天用に作られた回転式ツイストダガーで戦う。三人は寄せ集めで、仲はあまりよくないらしい。その三人の中では一番強いが、屋上での九郎との戦闘で右ひじを脱臼し、敗北する。その後保健室で、房中術を用いた蜂谷に懐柔された。
芝居がかった口調でしゃべる癖があったが、蜂谷に懐柔されてからは治っている。
“朝練”で蜂谷と保健室にいるときに講談高校襲撃に巻き込まれ、仲間二人が殺害されたことを知り、憤っていた。透明化した猿田の気配に気づいて蜂谷の盾になろうとしたが、蜂谷が彼女を押しのけて矢面に立って戦ったため、それを援護した。結果的に発射したツイストダガーの先端で猿田に一撃を与えることに成功するが、去り際の猿田によって首元への致命傷を食らってしまう。最期は蜂谷に礼を言われ、それに応えたのちに息絶えた。
講談高校襲撃で猿田に有効な攻撃を与えた数少ない人物だが、結果的に回収された彼女の武器が鬼首の命を奪う結果となった。
ガングロメイク（大柄）
名前不明。マコちゃんの仲間でいつも無口と一緒にいる。大柄で涙袋が特徴的な女子。夏服の制服の裾を結んでへそを出している。会話の様子から無口より立場が上のようである。無口とともに屋上での戦闘で鈴木に敗北する。
マコちゃんが蜂谷に懐柔されてからはずっと不機嫌で気性が荒くなり、ガングロメイクもやめてしまった。
デブ竹を恫喝していたときに講談高校襲撃に巻き込まれる。無口にマコちゃんに連絡するように指示し、対摩利支天用に作られた回転式ツイストダガーを用いてデブ竹を人質にし、その場を切り抜けようとするが、無口共々猿田に殺害された。猿田に胴を両断された際は、デブ竹に指摘されるまでそのことに気づかなかった。
残された彼女の上半身はその後講談高校が倒壊するまでデブ竹に括りつけられたままだった。
ガングロメイク（無口）
名前不明。マコちゃんの仲間でいつも大柄と一緒にいる。けだるそうな薄顔の女子。会話の様子から大柄のほうが立場が上のようである。大柄とともに屋上での戦闘で鈴木に敗北する。
マコちゃんが蜂谷に懐柔されてからは大柄とともにガングロメイクを辞めている。
大柄に追従してデブ竹の贅肉を揉んで遊んでいたときに講談高校襲撃に巻き込まれ、マコちゃんに連絡する間もなくあっけなく猿田に首を切断されてしまう。
彼女の所持していた回転式ツイストダガーは猿田に回収され、彼の手によって鬼首の脚を負傷させることとなった。
デブ竹（でぶたけ）
声 - 高橋伸也
瑛太と共にいじめられていた男子高校生。あだ名の通り太っている。
瑛太が不登校だったときは、瑛太の分のいじめが全て自分の負担になってしまい、彼に学校に戻ってくるように促していた。瑛太が戻れば自分がパシリ頭になれるという恥を捨てた発言を瑛太本人にしている。
元ガングロの二人にいじめられていたが、マゾヒストなのか、当人は嬉しそうにしていた。
講談高校襲撃の際には目の前で元ガングロの二人を猿田に殺害され、大柄なほうの元ガングロの上半身を体に括りつけられたまま逃がされる。職員室に駆け込んで終盤まで生き残るが、目の前に遁が落下してしまう。その後の描写はないが、そばにいた教頭先生共々校舎の倒壊に巻き込まれて死亡した模様。
担任
声 - 宮本誉之 / 演 - 長谷川忍（シソンヌ）
50代くらいの男性教師。単行本6巻についているキャラ表では「担任」となっているが、転校生の紹介は別の教師が行っている。眼鏡で白髪の短髪。九郎の転入試験の日に同じ教室で野口に日本史の補習授業をしていた。野口の将来を心配している。
九郎の行動に度々感心したり驚愕したりしていた。
鈴木曰く「吉田先生には及ばないけど、なかなか」で、彼の加齢臭を評価した鈴木はもっと近くで加齢臭を嗅ごうとしていた。
講談高校襲撃に巻き込まれ、混乱する校内で生徒に教室に戻るよう指示していたが、透明化した猿田に首を切断され死亡する。
教師
声 - 高橋伸也
長い襟足ともみあげが特徴の30代くらい男性教師。転校生である九郎の紹介を行っていたが、担任は別の教師である。
いじめを見て見ぬ振りするどころかそれに加担している上、「月曜だから」という理由で生徒間の揉め事を無視するなど、教師として問題のある行動が目立つ。
大きな三角定規を持ち歩いていることがあるが、数学教師かは不明。
講談高校襲撃の際には東に次ぐ二人目の犠牲者となり、切断された彼の首は猿田にさんざん弄ばれた。
教頭先生
声 - 宮本誉之 / 演 - 野添義弘
講談高校の教頭。恰幅のいい白髪の男性。九郎の転入試験時に面接を行ったがすぐに彼に懐柔され、面接そっちのけで長々と九郎と談笑していた。
講談高校襲撃の際に目の前に遁が落下する。その後の描写はないが、そばにいたデブ竹共々校舎の倒壊に巻き込まれて死亡した模様。
順風耳（じゅんぷうじ）
声 - 中博史 / 演 - 平田満
講談高校の主事で、学校全体の事情を把握している。順風耳の使い手で、エンコーとつながっている。正体は国家・UN・NIN三大組織の聖域である講談高校の番人で、3つの組織につながりがあるようである。
戦後、今の講談高校の地下で勃発したNINとUNの戦いの唯一の生存者らしい。地下での戦い以降は三大組織どちらとも曖昧な立場になり、墓守として生かされていた。
学校のボイラー室にいることが多く、そこで九郎と対決し優位に立つが、遁に捕捉されて決着はつかなかった。九郎の実力に感心していた。
講談高校襲撃当日は校内に設置された音声通話機能のある消火器や黒板消しクリーナーを通じて、鈴木・野口・佐藤の三人を地下から郊外へ脱出させた。
桐生（きりゅう）
声 - 高橋伸也
九郎のクラスメイトで、顔は不明。
最近部活をやめたことが学校中のニュースになっている。野口曰く、九郎のクラスの中ではカースト一位らしい。瑛太は彼のことを「学校一のモテ男」と思っている。
山田によると部活をやめた直後に学校を辞めたらしく、「九郎と遊びたかった」とのこと。
その正体はUNの忍者で、講談高校襲撃と同日に某国の小型ロケットに乗り込んで衛星軌道上の遁に潜入。コントロールを奪う前に遁は自爆してしまうが、その前にNINの全個人情報データを抜き取ることに成功し、命を懸けてUNに反撃の機会を与えた。その後の生死は不明。
九郎の転入試験の日に正体不明の男子が彼に話しかけているが、それが桐生かどうかは不明。

### 九郎のアパートの住人
川戸 愛（かわど あい）
声 - 安済知佳 / 演 - 木南晴夏
黒髪ショートの若い女性で、美人。アパートの住人で唯一の女性。九郎に無理を言ったり、窓全開で下着を干すズボラな性格。
イメクラで働いており、日中はシラフでいることがほとんどない。客には「愛ちゃん」と呼ばれている。
平成22年2月22日に起きた「22・2・22事件」（にんにん・に・ににんじけん）と呼ばれる忍災で両親を失っている。
イメクラで働いているだけに演技力があり、九郎の講談高校転入試験受付の際に母親役を電話で演じる。その後九郎がクラスメイトの野口をアパートに招いた時もビールを報酬に母親役を演じており、彼女とは気軽に電話をかけるような仲になっている。また、九郎亡き後は野口に自発的に「九郎の母です」と名乗っている。
本人曰く学生時代、高校は入学3日で退学になったらしい。
仕事の帰りに我慢出来ず駐車場で放尿している際に、局部切断事件の犯人である外国人と遭遇するが、女性であった為被害を免れる。瑛太と連絡先を交換するが、瑛太の前科（下着ドロ未遂）の事には気付いていない。
グロテスクな動画を見ることに耐性があり、『おっさんといっしょ』を好んで視聴している。
九郎亡き後、いきなり十郎や十二郎が現れても動揺しなかったことから、大野同様雲隠兄弟に関する記憶が曖昧になるように催眠術がかけられているようである。
口では九郎に関して碌な思い出がないと発しているが、実際のところ彼のことは悪く思っていなかったようである。
大野（おおの）
声 - チョー / 演 - ムロツヨシ
くたびれた風貌の中年男性で額のほくろと後退した生え際が特徴。前歯が一本ない。
アパートの間取りの関係で、九郎の部屋と押し入れを境に繋がっている。それにより、九郎と川戸に冷蔵庫のビールを全て飲まれてしまうが、大野も川戸の下着を盗み着用しているので、言い返せずにいる。部屋の中に隠し持っている「奥さん強力マン力号」の9V電池を九郎の任務遂行用の装備に使用される。
九郎たち雲隠兄弟に関する記憶が曖昧になるように催眠術がかけられている。
九郎亡き後は、十郎にカツアゲされたり、勝手に食料を食べられたりと散々な目にあっている。そのことに関して弟の十二郎を問い詰めたが、弁償すると言ってマジックテープの財布を開く彼の姿に九郎の面影を感じ、問い詰めるのを辞めるなど、情に厚いところがある。
口では九郎に関して碌な思い出がないと発しているが、実際のところ彼のことは悪く思っていなかったようである。
大家
以前は九郎に昼飯を分けていたが、現在は寝たきりの状態。九郎曰く「そろそろ」らしい。アパートに住んでいることは触れられているが、作中では一度も登場していない。
テオ
声 - 高橋伸也
イタリア製の人工知能搭載自立型バイク。
人工知能とは思えないほどフランクな口調でしゃべる。女好きで、バイクのくせに川戸のおっぱいを見ようとする。男は跨らせない主義。
扱いが難しく廃棄予定だったものを九郎が加藤から引き取った。当のテオは廃棄予定だったことを知らなかった。
九郎に引き取られてからは彼のアパートの階段下に停まっている。
講談高校襲撃当日はしのぶの操縦で現場に向かった。その後はしのぶと共に何事もなかったかのようにアパートに戻っているが、前面にカメラのついた人形の顔のような部品が出現している。ちなみに同じ顔の人形がNINの五百忍会に登場している。
しのぶ
声 - 奈良徹
九郎のアパートに住み着いている猫。
後頭部に縫い目があるため、純粋愛には「ヌイメ」という名前を付けられている。
かつて猫平（ねこひら）という忍者だったが、『おっさんといっしょ』に出演させられて虹郎に重傷を負わされ、かろうじて生き残るも忍研に脳を猫に移植されて現在に至る。縫い目も脳移植によるものと思われる。
両目が義眼になっており、カメラ機能が搭載されている。彼が撮影した講談高校倒壊の様子がUN側からネット上にアップロードされていることからUNと何かしらのつながりがあるようである。ただし、そのことを本人（猫）は把握していない。
時折人間だったころの理性を取り戻すことがあるが、すぐに猫の知性に戻ってしまう。ただし十郎と再会してからは人間の知性が以前より長持ちしている。
猫平は釣り目の忍者。忍術学校時代は鈴木や鬼首、十郎、猿田たちと同期。猿田とは親友同士で、ともに十郎のパシリだった。無類の猫好きで、独自に猫語を開発していた。忍術学校時代、鈴木と鬼首に猫語で告白したことがある。鬼首曰く「殺そうかと思った」とのこと。回想は猫語で会話できるのは猫平と十郎だけだったが、猫にされてから猿田と再会した時には彼も（聞き取りだけだが）猫語を解していた。
また、人間だったころからバイクに乗ることが多く、猫の姿になった現在でもその操縦テクは健在である。
猿田が講談高校を単独で襲撃した際には、彼を助けるために猫でありながらテオにまたがって講談高校に乗り込んだ。しかし彼のもとにたどり着く前に猫の知性に戻ってしまい、救出は叶わなかった。その後は講談高校の惨劇を後世に伝えようと、先述のカメラで校内の様子を撮影した。
現在はかつて自分を忍研に売った十郎に「人間に戻れる方法がある」と持ち掛けられ、彼と行動を共にしており、お互い猫語で会話している。
単行本では毎回裏表紙に登場しており、この漫画のマスコット的存在でもある。

### その他
アレクセイ
声 - 四宮豪（日本語） / マキシム・コレスニク（ロシア語） / 演 - Nihi
国籍不明。金髪に丸眼鏡、白人で身長190センチメートル、青いフード付きランニングウェアで、柄が日本刀を模した傘を所持しており、日本語・英語・ロシア語を話す。
乳幼児の娘を人質に取られ、海外の組織に所属していた。日本の忍者組織への潜伏を命じられ、接触するため練魔区で局部切断事件を起こす。
基本的には娘を守るために行動しているが、戦闘狂としての一面がそれを凌駕することがある。
忍者組織から目をつけられ、佐々魔など多数の忍者と交戦した。カード型拳銃とカランビットを所持している他、耐電訓練を受けており、スタンガンに耐性がある。コーポ村山では鈴木や、奇跡と戦闘になり、車で逃亡を図ろうとした際に車内に隠れていた九郎に制圧された。忍者達に確保されるも、佐々魔らから、その能力を外商部が買っていることを告げられた。また、嶋田から娘の無事を伝えられ、海外組織を壊滅させるために作戦に参加するよう指示を受け、NINの一員となった。
鈴木・奇跡との三つ巴の戦闘で互角に渡り合う、その戦闘で潜伏していた蜂谷に気配に気づくなど、当初から忍者としての能力は高いようである。
またその戦闘の際に純粋愛に虐待を行っていた父親を始末しようとしたりと、言動の節々から基本的には良識を持った優しい人物であることが窺える。
NINがUNとの戦争に突入してからは、嶋田上忍率いる外商部隊のメンバーとしてドミニクと共に日本に潜入した。NINの一員となってから、日本に潜入するまでの間に毒指を習得しており、また日本語も達者になっている。
純粋愛（じゅんな）
声 - 釘宮理恵
アパート「コーポ村山」に住んでいる小学生。ツインテールの女子で、歯が複数抜けている。高校生からドローンを貸す引き換えに外国人を探すよう命じられ、外国人を捜索する。神社にて潜伏中の外国人を発見し、家に招き入れた。義父から虐待を受けているが、彼がアレクセイに殺害されそうになった際には、「お父ちゃん」と呼ぶなど心配する様子を見せている。
アレクセイとの一件が終わった後、コンビニのおばちゃんの提案で母親と児相へ行き、虐待は無くなったらしい。
キュウリが嫌い。
純粋愛の父
純粋愛の義理の父親。しつけと称し純粋愛を虐待していた。コーポ村山での戦いに巻き込まれた際に虐待を知ったアレクセイに殺害されかけたが、純粋愛の声で彼が思い留まり、命拾いする。
改心したかどうかは不明だがその一件以来純粋愛への虐待は収まっている。
吉田 昭和（よしだ あきかず）
声 - 荻野晴朗 / 演 - 佐藤二朗
コーポ村山の住人で歴史小説家。その風貌から、純粋愛から「落武者のおっちゃん」と呼ばれ、純粋愛の父からは「ハゲ武者」と罵られた。
担当編集者である鈴木から大切に思われているが、本人はその好意に全く気づいていない。
十数年前、枕元に忍者が訪れて以来、寝る時はドアと窓の鍵を開け、アイマスクを着けて寝る習慣が続いている。一番初めに来た忍者に、1996年12月18日に起きた「在ペロン日本大使公邸占拠事件」において、自らを含む7人の忍者が潜入し、特殊部隊200人と戦ったという話を聞き、その話を元に「7人の忍者 大使公邸を奪還せよ」という小説を出版。それが忍者に伝わったのか、夜中に忍者がたびたび訪れ、忍務を語りに来るようになる。
思弁小説を書いて糊口を凌いでいたが、現在は鈴木とその部下に何かしらの忍務で拉致されている。
海外組織の男
声 - ユージン
ロシア語を話す男。暗殺に関わる組織に属しており、5話の時点ではドイツにいる。人質の乳幼児を抱っこ紐で前に抱え、アレクセイに日本での忍者組織への接触を命じていた。日本に7年いた事があり、漢字が読める。アレクセイから送られてきた立ち小便の警告文の写真を見て、「間違いなく忍者のメッセージ」「壁に立ち小便する男の局部を切れ」というデタラメな解釈を伝え、2、3本切って忍者と接触するよう指示を出した。
忍者組織へ取り込まれたアレクセイから電話で報告を受けていた際、鬼首と嶋田によって殺害され、幼児を奪還された。
伴（ばん）
練魔警察署 生活安全課 忍事担当の若手警察官。常に顔のどこかしらを怪我している。
加藤と時折情報の取引を行っている。
加藤からアポ電強盗の連絡を受けた際は、加藤によって犯人を拉致・殺害されてしまい、悪態を吐いていた。加藤には複雑な感情を抱いている様子。
講談高校襲撃の後には、忍者の影におびえる瑛太を励ましていた。
杉山（すぎやま）
伴の上司。額にできものがある中年男性。
NINとうまく関係を気付いたほうが早く出世できると伴にアドバイスした。
講談高校襲撃の後には、瑛太に事情聴取を行っていた。
アポ電強盗
二人の仲間と共に三人組で老婆の家を襲うが、仲間は加藤に殺害され、本人は忍研に引き渡された末に両腕を失い、『おっさんといっしょ』で処刑された。UNのことを何か知っていたらしい。
伴にケンカを売った刑事
コンビニのおばちゃんが殺害された事件の現場検証の場で伴と衝突した刑事課の刑事。ベテラン風の中年の刑事と比較的若い刑事の二人組。忍者を敵視しており、いつまでもNINの繁栄は続かないと発言していた。
講談高校襲撃のあとにその生存者である男子生徒を死なせたという咎（NINによる隠蔽工作の結果）でともに警察を退職、処刑番組である『おっさんといっしょ』に出演する。中年のほうは真っ先に首を切断されて死んでしまい、残った片方は加藤について回って終盤まで生き残るも、最終的にはUNの爆撃によるセットの倒壊に巻き込まれてしまった。
マスクの忍者
吉田の回想に登場。50代ほどの忍者でマスクをしており素顔は不明。最初に吉田の元を訪れた忍者で、1996年に起きた在ペロン日本大使公邸占拠事件において、公邸に潜入し人質を救出する忍務を担っていた。自らを含む忍者7人に対し、政敵暗殺を目論む政府の特殊部隊200人を相手に戦い、5人の仲間を失った事を吉田に明かした。
この話を元に吉田が描いた小説が忍者に伝わり、吉田の枕元に忍者が訪れるきっかけとなった。

## 書誌情報
- 花沢健吾『アンダーニンジャ』講談社〈ヤンマガKCスペシャル〉、既刊15巻（2025年4月4日現在）
  1. 2019年2月6日発売[17][18]、ISBN 978-4-06-514569-2
  2. 2019年8月6日発売[19]、ISBN 978-4-06-516733-5
  3. 2020年2月6日発売[20]、ISBN 978-4-06-518477-6
  4. 2020年9月4日発売[21]、ISBN 978-4-06-520682-9
  5. 2021年3月5日発売[22]、ISBN 978-4-06-522595-0
  6. 2021年9月6日発売[23]、ISBN 978-4-06-524754-9
  7. 2022年3月4日発売[24]、ISBN 978-4-06-527060-8
  8. 2022年8月5日発売[25]、ISBN 978-4-06-528810-8
  9. 2023年1月6日発売[26]、ISBN 978-4-06-530398-6
  10. 2023年5月8日発売[27][28]、ISBN 978-4-06-531894-2
  11. 2023年9月6日発売[29]、ISBN 978-4-06-533003-6
  12. 2024年2月6日発売[30]、ISBN 978-4-06-534600-6
  13. 2024年7月5日発売[31]、ISBN 978-4-06-536272-3
  14. 2024年12月6日発売[32]、ISBN 978-4-06-537900-4
  15. 2025年4月4日発売[33]、ISBN 978-4-06-539224-9

## テレビアニメ
2021年9月にテレビアニメ化が発表され、2023年10月から12月までTBSテレビほかにて放送された。
ナレーションは三宅健太が務めている。

### スタッフ
- 原作 - 花沢健吾[35]
- 監督 - 桑原智[35]
- シリーズ構成・脚本 - 大知慶一郎[35]
- キャラクターデザイン - 結城信輝[35]
- サブキャラクターデザイン - 上野ちひろ[35]
- メカプロップデザイン - 反田誠二[35]
- プロップデザイン - 山田菜都美[35]、川石テツヤ、後藤伸正、永尾真琴
- 総作画監督 - 氏家章雄[35]、岩崎令奈[35]
- 色彩設計 - 油谷ゆみ[35]
- 美術監督・3D設定 - 斉藤雅己[35]
- 3Dディレクター - 酒井英之[35]
- 撮影監督 - 志村豪（T2スタジオ）[35]
- 編集 - 内田渉[35]
- 音響監督 - 本山哲[35]
- 音響制作 - ダックスプロダクション[35]
- 音楽 - 小鷲翔太[35]、瀬尾祐介[35]、中野定博[35]、MK[35]、Ryu*[35]
- 音楽制作 - ポニーキャニオン[35]
- 音楽プロデューサー - 中村伸一
- プロデューサー - 片山悠樹、曹聡、塩谷佳之、黒須信彦、堀切伸二、大和田智之、吉田健人
- アニメーションプロデューサー - 大澤宏志、イ・キョング
- アニメーション制作 - 手塚プロダクション[35]
- 製作 - 「アンダーニンジャ」製作委員会

### 主題歌
「Hyper」
Kroiによるオープニングテーマ。作詞は内田玲央、作曲はKroi。
「秘密」
KOTORIによるエンディングテーマ。作詞は横山優也、作曲はKOTORI。

### 各話リスト
| 話数 | サブタイトル                                      | 絵コンテ             | 演出       | 作画監督 | 総作画監督                                                                                                  | 初放送日       |
| ---- | ------------------------------------------------- | -------------------- | ---------- | --- | --- | -------------- |
| 1話  | 石を投げれば忍者に当たる                          | 桑原智               | 武藤公春   | 片岡恵美子 銀さん はっとりますみ 斉藤和也 中西浩司 古佐小吉重 Park yeong-hee Han eun-mi 繆龍根                                                                 | 氏家章雄 岩崎令奈 本田敬一 石川晋吾 時乃キノ Song hyeon-ju                                                  | 2023年 10月6日 |
| 2話  | 私は忍者になりたい                                | 桑原智               | 川西泰二   | 古佐小吉重 斉藤和也 前田園香 大橋圭 銀さん Shin Sung-min Kim Bong-duk Ko Yu-il Cho Mi-jeong                                                                    | 氏家章雄 岩崎令奈 石川晋吾 齊藤格 山下悟                                                                    | 10月13日       |
| 3話  | オッパイは近くて遠い存在                          | 桑原智               | 松島未恵   | 斉藤和也 古佐小吉重 Hwang young-sik Choi jong-gih Kim hee-gang Lee jun-jong                                                                                    | 氏家章雄 岩崎令奈 石川晋吾 本田敬一 Park ki-deok 時乃キノ                                                   | 10月20日       |
| 4話  | 忍びの掟は分かっているな？                        | 桑原智               | 山下悟     | Go yu-il Cho mi-jeong Park ae-ri | 氏家章雄 岩崎令奈 石川晋吾 古佐小吉重 Lee jun-jong                                                          | 10月27日       |
| 5話  | 雲隠は日本で多い 名字ランキング10位以内（嘘）     | いぐみきや 桑原智    | 松井信太郎 | 中西浩司 小西有沙 上野ちひろ 時乃キノ 白井紅羽 佐藤好 小林冴子 田中亜希子 前田園香 野田みちこ Choi eun-yeong Im jin-uk Lee jun-jong 北京写楽美術芸術品有限公司 | 氏家章雄 岩崎令奈 石川晋吾                                                                                  | 11月3日        |
| 6話  | 地獄の釜の蓋がいま開いたよ                        | 桑原智               | 蟹久保朱眞 | 上野ちひろ 古佐小吉重 中西浩司 はっとりますみ 高橋信也 ビート Shin sung-min Kim hyun-kyung Ko Yu-il                                                            | 氏家章雄 岩崎令奈 石川晋吾 高橋信也                                                                         | 11月10日       |
| 7話  | オニャニャ、ニャンニャ、 ニャニャニャニャンニャ？ | 上間由梨             | 上間由梨   | 中西浩司 Park ki-duk Park ae-lee Song hyun-ju Kim yu-sun Ha seung-hee Han eun-mi Kim ran-yeong                                                                 | 氏家章雄 岩崎令奈 石川晋吾 高橋信也 古佐小吉重 Song hyeon-ju                                                | 11月17日       |
| 8話  | 地上の忍びどもは、すべて滅ぼす                    | 小西有沙 桑原智      | 武藤公春   | 宮崎輝 前田園香 高橋信也 Cho mi-jeong Kim hui-jeong Go yu-il Kim bong-deok                                                                                     | 氏家章雄 岩崎令奈 石川晋吾 大橋圭 古佐小吉重 Park ki-duk Lim Ji-hyeon                                       | 11月24日       |
| 9話  | 俺は忍びの歴史に残るぜ                            | 茅原渡 荻達魚 桑原智 | 山下悟     | Hwang young-sik Hong mi-gyeong Park soo-in 趙小川 徐超 陳玲玲 姜海華 Kim yeong-seop 上野ちひろ 小林冴子 谷口亜希子 前田園香 小西有沙 中西浩司 古佐小吉重       | 氏家章雄 岩崎令奈 石川晋吾 山下悟 白井紅羽                                                                  | 12月1日        |
| 10話 | 乙女の胸はとても大切なものなの                    | いぐみきや 桑原智    | 前園文夫   | 上野ちひろ 大橋圭 小西有沙 小林冴子 谷口亜希子 中西浩司 高橋信也 Go yu-il Kim hyeon-gyeong Jo mi-jeong Zhao Xiao Chuan Xu Chao Chen Lingling Jiang Hai Hua     | 氏家章雄 岩崎令奈 石川晋吾 佐藤好 白井紅羽 山下悟 Park ki-duk                                               | 12月8日        |
| 11話 | ついに、九郎が刀を握った                          | いぐみきや 桑原智    | 松島未恵   | 中西浩司 谷口亜希子 Hwang young-sik Hong mi-gyeong Lee gyeoung-soon                                                                                            | 氏家章雄 岩崎令奈 石川晋吾 大橋圭 Paku gi-doku                                                              | 12月15日       |
| 12話 | いつも通りクシュクシュとね                        | 桑原智               | 川西泰二   | 谷口亜希子 小林冴子 小西有沙 Cho mi-jeon Go yu-il 北京晟縁映画文化伝播有限責任公司                                                                             | 氏家章雄 岩崎令奈 石川晋吾 大橋圭 佐藤好 上野ちひろ 高橋信也 山下悟 パク・キドク Lee jeon-jong Kim hee-gang | 12月22日       |

### 放送局
| 放送期間                  | 放送時間                     | 放送局         | 対象地域   | 備考                             |
| ------------------------- | ---------------------------- | -------------- | ---------- | -------------------------------- |
| 2023年10月6日 - 12月22日  | 金曜 1:28 - 1:58（木曜深夜） | TBSテレビ      | 関東広域圏 | 製作参加 / 字幕放送              |
|                           | 金曜 23:30 - 土曜 0:00       | BS11           | 日本全域   | 製作参加 / BS放送 / 『ANIME+』枠 |
| 2023年10月14日 - 12月30日 | 土曜 1:53 - 2:23（金曜深夜） | テレビ北海道   | 北海道     |                                  |
| 2023年10月15日 - 12月31日 | 日曜 1:30 - 2:00（土曜深夜） | TBSチャンネル1 | 日本全域   | CS放送 / リピート放送あり        |

| 配信開始日     | 配信時間                   | 配信サイト |
| -------------- | -------------------------- | --- |
| 2023年10月6日  | 金曜 3:00（木曜深夜） 更新 | dアニメストア （本店・ニコニコ支店・for Prime Video） Lemino U-NEXT アニメタイムズ                                                                                  |
| 2023年10月11日 | 水曜 3:00（火曜深夜） 更新 | ABEMAプレミアム Amazon Prime Video DMM TV FOD Hulu J:COMオンデマンド milplus TELASA TELASA（ auスマートパスプレミアム ） アニメ放題 バンダイチャンネル ふらっと動画 |

| TBSテレビ 金曜 1:28 - 1:58（木曜深夜）                  | TBSテレビ 金曜 1:28 - 1:58（木曜深夜） | TBSテレビ 金曜 1:28 - 1:58（木曜深夜） |
| 前番組                                                  | 番組名                                 | 次番組                                 |
| ------------------------------------------------------- | -------------------------------------- | -------------------------------------- |
| 聖者無双〜サラリーマン、 異世界で生き残るために歩む道〜 | アンダーニンジャ                       | 魔女と野獣                             |

### Blu-ray Disc
| 巻  | 発売日        | 収録話         | 規格品番       | 規格品番   |
| 巻  | 発売日        | 収録話         | きゃにめ限定版 | 通常版     |
| --- | ------------- | -------------- | -------------- | ---------- |
| BOX | 2024年3月20日 | 第1話 - 第12話 | SCXP-00165     | PCXP-51027 |

## 実写映画
2024年4月1日に同日発売のヤングマガジン18号にて実写映画化が発表され、2025年1月24日に公開。また、4DXでの上映も実施された。
当初は2025年1月10日にアメリカ・ロサンゼルスでワールドプレミアの開催を予定していたが、同月7日に発生した山火事を受けて中止となった。
初登場3位だったが、同年1月に大規模な問題に発展したフジテレビ問題により多くの企業がCMを差し止めた結果、2月以降、フジテレビのCM枠においてフジテレビ制作映画の露出が急増。結果として入場特典等がないにもかかわらず公開6週目での順位上昇という珍現象が起きた。しかし注目度が上がった反面、作品の賛否両論ぶりが浮き彫りとなり、「ギャグシーンが長過ぎる、不要」という声や「監督の人選の時点で失敗している」など厳しい意見、そして「アクションシーンは質が高い」という肯定的評価もある。

### キャスト（実写映画）
- 雲隠九郎：山﨑賢人[6]
- 野口彩花：浜辺美波[6]
- 加藤：間宮祥太朗[11]
- 鈴木：白石麻衣[11]
- 蜂谷紫音：宮世琉弥[12]
- 猿田：岡山天音[12]
- 山田美月：山本千尋[12]
- 瑛太：坂口涼太郎[12]
- 担任：長谷川忍（シソンヌ）[15]
- 順風耳：平田満[12]
- 川戸愛：木南晴夏[15]
- 大野：ムロツヨシ[15]
- 吉田昭和：佐藤二朗[15]
- 小津：前原滉[13]
- 小峠：森日菜美[13]
- 東：山時聡真[13]
- 野辺地：柾木玲弥[13]
- 佐藤：野内まる[13]
- 便所飯の生徒：小倉史也
- 教頭：野添義弘[16]
- 野口の母：映美くらら[16]
- 野口の父：佐藤正和[16]
- コンビニのおばちゃん：村岡希美
- アレクセイ：Nihi
- UN：津田健次郎（声）[13]

### スタッフ（実写映画）
- 原作：花沢健吾『アンダーニンジャ』（講談社『ヤングマガジン』連載）
- 脚本・監督：福田雄一[6]
- 音楽：瀬川英史[44]
- 主題歌：Creepy Nuts「doppelgänger」（Sony Music Labels）[45]
- 製作：矢延隆生、角田真敏、市川南、細野義朗[44]
- 製作統括：臼井裕詞[44]
- プロデューサー：若松央樹、大澤恵、松橋真三、鈴木大造[44]
- 撮影監督：工藤哲也[44]
- アクション監督：田渕景也[44]
- 撮影：各務真司[44]
- 照明：藤田貴路[44]
- 録音：柿澤潔[44]
- 美術プロデューサー：吉田敬、大倉謙介[44]
- 美術デザイナー：竹中健、大石萌瑛[44]
- 装飾：竹原丈二[44]
- 忍者刀・特殊武器考案・制作：川上登[44]
- キャラクターデザイン・衣装デザイン：澤田石和寛[44]
- ワードローブスーパーバイザー：加藤友美[44]
- ヘア：中野愛、馬場拓也[44]
- メイキャップディレクター：船引美智子[44]
- 編集：臼杵恵理[44]
- スクリプター：廣瀬順子[44]
- VFXスーパーバイザー：高金幸司[44]
- カラリスト：髙山春彦[44]
- ミュージックエディター：佐藤啓[44]
- スーパーヴァイジングサウンドエディター：伊東晃[44]
- サウンドエフェクツエディター：荒川望[44]
- 監督補：井手上拓哉[44]
- 制作担当：今井康正[44]
- ラインプロデューサー：白井麻理[44]
- 配給：東宝[44]
- 制作プロダクション：クレデウス
- 製作：「アンダーニンジャ」製作委員会（フジテレビジョン、講談社、東宝、S・D・P）